# Orcus Patera
L'Orcus Patera è una struttura geologica della superficie di Marte.